# 済州馬
済州馬（さいしゅうば、朝: 제주마）は、大韓民国の済州島原産のウマの品種である。チョランマル（朝: 조랑말）とも呼ばれる。

## 概要
朝鮮半島にいた果下馬と呼ばれる馬とモウコウマの交配によって誕生したと考えられている。
1980年代半ばに絶滅の危機に晒されたが、様々な保護政策の影響によって、2014年の時点では約2000頭程度までに回復した。

## 特徴
体高は1m20cmほどで、首が太く脚が短い。それほど大柄ではない体格であるが、丈夫で病気に対する抵抗力は強いとされる。

## 利用
済州競馬場は済州馬の保護のために建設されて、済州馬の競走が行われている。
食用としても利用されており、済州島では馬肉を馬刺しやユッケとして食べられている。